# Esquire Network
Style Network (ou simplesmente Style.) era um canal de televisão por assinatura de variedades, disponível nos Estados Unidos da América, de propriedade da NBCUniversal. Era afiliado aos canais E!, USA Network, Syfy, G4, Golf Channel e Versus. Em 2013, o canal foi substituído pelo canal Esquire Network, que terminou suas transmissões em 28 de Junho de 2017.

## Programas
Alguns dos programas do canal são transmitidos no Brasil pelos canais E! e Discovery Home & Health. Abaixo a lista dos programas do Style.
- Clean House
- Clean House Comes Clean
- Dallas Divas and Daughters
- The Dish
- Dress My Nest
- Giuliana and Bill
- Glam Fairy
- How Do I Look?
- Jerseylicious
- Kimora: Life in the Fab Lane
- My Super Sweet 16
- Mel B: It's a Scary World
- Open House
- Outlaw In-Laws
- Peter Perfect
- Ruby
- Style Tips Today
- Style Her Famous
- Supernanny
- Stripped
- Too Fat for 15
- What I Hate About Me
- Whose Wedding Is It Anyway?